# 현대라이프보트
현대라이프보트(주)는 1975년에 설립된 대한민국내 유일 의 구명정 및 진수장치 생산/판매 기업이다.

## 연혁
- 1983.02 현대그룹의 자회사인 경일요트를 설립하여 FRP 요트 및 개폐형 구명정 생산
- 1983.02 네덜란드 Mulder&Rilke와 기술제휴로 전폐형 구명정 생산
- 1983.07 현대그룹의 자회사인 현대정공과 합병
- 1988.04 FRP 44'/49' 모터 요트를 생산하여 미국 수출
- 1997.07 자유낙하식 구명정 생산
- 2000.12 구)현대정공으로부터 사업인수 후 현대라이프보트(주) 설립
- 2001.07 현 위치로 공장 이전
- 2001.09 LR 제조법 승인 획득
- 2001.12 ISO 9001:2000 품질인증 획득(LRQA)
- 2002.02 KR 제조승인 획득
- 2002.03 MED 마크 획득
- 2004.11 제41회 무역의 날 오백만불 수출의 탑 수상
- 2004.12 기술연구소 설립
- 2005.05 구명정용 엔진(29마력, 36마력) MED 마크 획득(LR)
- 2005.08 ISO 14001:2004 환경경영체제 인증 획득(KSA)
- 2006.03 이노비즈 기업인증 획득(중소기업청)
- 2006.10 구명정 이탈장치 MED 마크 획득(LR)
- 2006.12 삼성 Q마크 획득
- 2007.04 극지방용(Ice Class) 구명정 개발
- 2007.07 44인승 구명정 개발
- 2007.12 벤처기업인증(연구개발전문기업)
- 2008.04 현대요트(주) 자회사 설립
- 2009.03 2공장 준공
- 2009.11 GRE PIPE 국산화 성공